# 伊戈尔·科洛莫伊斯基
伊戈尔·瓦列里耶维奇·科洛莫伊斯基（1963年2月13日—），乌克兰亿万富翁、商业寡头，他於1992年共同創立了私有银行及非正式連鎖公司Privat Group，收購了大量傳媒公司。
科洛莫伊斯基是烏克蘭第二或第三富有的人。2019年，他在福布斯雜誌的億萬富翁名單中排名第1941位。根據2015年3月《經濟學人》的報導，他的淨資產為13.6億美元。2019年，在烏克蘭雜誌《焦點》的100位最有影響力的烏克蘭人名單中，將科洛莫伊斯基列為第三位。
曾为第聂伯罗足球俱乐部实际拥有人。他还拥有1+1媒体集团70%的股份，该集团的电视频道放映了喜剧《人民公仆》，主要演员弗拉基米尔·泽连斯基后当选乌克兰总统。
2014年，烏克蘭總統維克多·亞努科維奇在尊嚴革命中下臺，科洛莫伊斯基被代總統亞歷山大·圖奇諾夫任命為第聂伯罗彼得罗夫斯克州州長。隨後俄羅斯吞併克里米亞，並支持烏克蘭東部分裂勢力發動頓巴斯戰爭。作為第聂伯罗彼得罗夫斯克州州長，他自費出資懸賞抓獲俄羅斯支持的武裝分子，懸賞500萬美元捉拿或殺死支持分離勢力的議員奥列格·察廖夫。他出資1000萬美元來創建第聶伯營，並曾向艾達營、亞速營及其他親烏頓巴斯民兵組織提供資金。
俄羅斯吞併克里米亞後，俄羅斯當局將其在克里米亞的資產國有化，克里米亞領導人謝爾蓋·阿克肖諾夫解釋稱他是「烏克蘭東部特別反恐行動」的發起者和資助者，而這場行動中「俄羅斯公民被殺害」。對此他於2016年1月向常設仲裁法院提起訴訟，但俄羅斯以政府間法院對此事沒有管轄權為由拒絕參與訴訟。
2016年被指控大規模欺詐後，私有银行被國有化，他也被總統彼得·波羅申科解除州長職務。
2022年7月28日，伊戈尔·科洛莫伊斯基的烏克蘭公民身份被剝奪。2022年11月，乌克兰当局查封了两家石油公司Ukrnafta和Ukrtatnafta，而伊戈尔·科洛莫伊斯基是這兩家公司的主要股東。2023年1月下旬，伊戈尔·科洛莫伊斯基的住宅被烏克蘭當局突擊搜查。
2024年11月28日，塞浦路斯政府宣布撤消77名在其黄金签证计划下获得塞浦路斯护照的人，伊戈尔·科洛莫伊斯基也在失去塞浦路斯公民身份的名单上。

## 備注
1. ↑  烏克蘭語羅馬化：Ihor Valeriiovych Kolomoiskyi